# هاريس غولدبرغ
هاريس غولدبرغ (بالإنجليزية: Harris Goldberg)‏ هو كاتب سيناريو ومخرج أمريكي، ولد في 17 نوفمبر 1972 في تورونتو في كندا.

## وصلات خارجية
- هاريس غولدبرغ على موقع IMDb (الإنجليزية)
- هاريس غولدبرغ على موقع ألو سيني (الفرنسية)
- هاريس غولدبرغ على موقع أول موفي (الإنجليزية)
- هاريس غولدبرغ على موقع قاعدة بيانات الأفلام السويدية (السويدية)
- هاريس غولدبرغ على موقع قاعدة بيانات الفيلم (الإنجليزية)
- هاريس غولدبرغ على موقع كينوبويسك (الروسية)